# Mama i tata se igraju rata
Mama i tata se igraju rata je srbijanska dramsko-humoristična televizijska serija iz 2020. godine, redatelja Gordana Kičića, koja je nastavak filma Realna priča iz 2019. godine, po kojem je i nastala.
Serija se prikazuje se na Prvom programu RTS-a od 17. listopada 2020.
Na 29. Sarajevo Film Festivalu 13. kolovoza 2023., serija je osvojila nagradu "Srce Sarajeva" u šest kategorija: Najbolja komedija, Najbolja režija, najbolji scenarij, najbolja glavna glumica, najbolji glumac i zvijezda u usponu.
U Hrvatskoj serija se prikazuje na RTL-ovoj platformi videa na zahtjev, Voyo od ožujka 2021. i na RTL Adria od 2. studenoga 2021.

## Radnja
Pratimo junake koji su na pragu srednjih godina, i čiji brak ulazi u ozbiljnu krizu. Veljko, glumac koji još uvijek isčekuje svoju veliku ulogu, a Jadranka arhitektica koja nosi gotovo svu odgovornost njihovog zajedničkog života. Problem nastaje kada Jadranka priopći Veljku da želi razvod.

## Pregled serije
U Hrvatskoj serija se prikazuje na RTL-ovoj platformi videa na zahtjev, Voyo od ožujka 2021. i na RTL Adria od 2. studenoga 2021., do sad je prikazana samo prva sezona.
| Sezona | Sezona | Epizoda | Srpsko prikazivanje | Srpsko prikazivanje | Hrvatsko prikazivanje | Hrvatsko prikazivanje |
| Sezona | Sezona | Epizoda | Premijera sezone    | Kraj sezone         | Premijera sezone      | Kraj sezone           |
| ------ | ------ | ------- | ------------------- | ------------------- | --------------------- | --------------------- |
|        | 1      | 10      | 17. listopada 2020. | 15. studenoga 2020. | 2. studenoga 2021.    | 15. studenoga 2021.   |
|        | 2      | 10      | 17. prosinca 2022.  | 15. siječnja 2023.  | –                     | –                     |

## Glumačka postava

### Glavni likovi
| Glumac            | Lik                  |
| ----------------- | -------------------- |
| Gordan Kičić      | Veljko Radisavljević |
| Nina Janković     | Jadranka             |
| Lena Lazović      | Vida                 |
| Nebojša Ilić      | Ćufta                |
| Milica Mihajlović | Milena               |
| Jovana Gavrilović | Aleksandra           |
| Vojin Ćetković    | advokat Miki         |
| Stefan Bundalo    | Srđan                |
| Martin Bermoser   | Andreas Hofman       |
| Bogdan Filipović  | Lav                  |

### Ostali likovi
| Glumac                 | Lik                             |
| ---------------------- | ------------------------------- |
| Mersedes de la Kruz    | producentkinja Netfliksa        |
| Amela Terzimehić       | Ivana Kostić                    |
| Radoje Čupić           | Kosta Paroški                   |
| Aleksej Bjelogrlić     | Marko                           |
| Aleksandar Đurica      | Mića                            |
| Branimir Brstina       | Žare                            |
| Katarina Gojković      | Radmila                         |
| Svetozar Cvetković     | Milutin                         |
| Milan Uzelac           | Markić                          |
| Branislav Trifunović   | Ivica                           |
| Milutin Milošević      | Dejan                           |
| Nenad Gvozdenović      | tip sa kesom                    |
| Vuter van Hauvelingen  | Tobijas                         |
| Marko Janjić           | dr Lekić                        |
| Tijana Marković        | Nadežda                         |
| Goran Sultanović       | Milić Kostić                    |
| Ana Stefanvić          | pomoćnik reditelja              |
| Branko Perišić         | rege radnik                     |
| Dejana Gajdaš          | Jorgovanka                      |
| Dobrila Ćirković       | Baba                            |
| Amar Ćorović           | Đorđe                           |
| Igor Borojević         | Blagoje                         |
| Ivan Mihailović        | pop Mihajlo                     |
| Veselin Doknić         | crkvenjak                       |
| Jelena Ćuruvija        | učiteljica                      |
| Lako Nikolić           | direktor pogrebnog preduzeća    |
| Mirko Nikolić          | doktor u mrtvačnici             |
| Milenko Adamov         | inspicijent/Milenko             |
| Gordana Đokić          | Stanislava                      |
| Nenad Ćirić            | Nebojša Petronijević            |
| Vladislav Mihailović   | taksista                        |
| Dobrila Stojnić        | Draginja                        |
| Admir Šehović          | kolega                          |
| Radomir Nikolić        | Deda mraz/Klovn/Radomir         |
| Aleksandar Gligorić    | Oliver                          |
| Mikica Petronijević    | čuvar zatvora                   |
| Maja Kolundžija        | Mikijeva klijentkinja           |
| Momčilo Murić          | Mikijev klijent                 |
| Mia Simonović          | Marija                          |
| Nikola Kerkez          | izbacivač u klubu               |
| Anđela Jovanović       | Danica                          |
| Vanja Ejdus            | Irena                           |
| Nemanja Oliverić       | Darko                           |
| Mina Nikolić           | Jelisaveta                      |
| Primož Ekart           | Magnus                          |
| Bojan Dimitrijević     | Pavle Čortanovski               |
| Marko Gizdavić         | Zdenko                          |
| Bojan Žirović          | terapeut                        |
| Branka Šelić           | dečiji psiholog                 |
| Gorica Popović         | socijalna radnica               |
| Dušan Kovačević        | Aki                             |
| Petar Benčina          | Šanker                          |
| Mateja Popović         | pisac                           |
| Vladimir Aleksić       | Rade                            |
| Nenad Heraković        | Slavko                          |
| Dejan Lutkić           | reditelj reklame                |
| Uroš Jakovljević       | saobraćajac                     |
| Mia Radovanović        | organizatorka/Višnja, pr serije |
| Nebojša Milovanović    | reditelj serije Kosta Jovanović |
| Branko Kičić           | producent                       |
| Nikola Đuričko         | Dare                            |
| Srđan Timarov          | Debeli                          |
| Sandra Perović         | voditeljka                      |
| Ivan Mihailović        | pop Mihajlo                     |
| Hana Beštić            | Aja                             |
| Nenad Jezdić           | stariji policajac               |
| Branislav Zeremski     | doktor                          |
| Tamara Radovanović     | sekretarica u agenciji          |
| Radoslav Ćebić         | obezbeđenje                     |
| Vladislava Đorđević    | klijentica na snimanju reklame  |
| Miodrag Krčmarik       | Mirko                           |
| Tanja Pjevac           | medicinska sestra Maja          |
| Bora Nenić             | stariji komšija                 |
| Iva Manojlović         | vaspitačica Katarina            |
| Tijana Gal             | prodavačica sladoleda           |
| Nikola Janković        | mlađi policajac                 |
| Milivoj Borlja         | Đankoza                         |
| Srđan Pantelić         | istetovirani tip                |
| Marko Petković         | krupni                          |
| Nikola Ilić            | policajac u stanici             |
| Miloš Lučić            | mladić                          |
| Anđelko Pavlović       | čovek sa papirima               |
| Nataša Janković        | majka                           |
| Aleksandar Kanjevac    | otac                            |
| Jelena Ječmenica       | krupna koleginica               |
| Vesna Kljajić Ristović | Zorica                          |
| Biljana Todorović      | hostesa na splavu               |
| Aleksa Ilić            | konobar na splavu               |
| Strahinja Bičanin      | menadžer splava                 |
| Anita Ognjenović       | naduvana devojka                |
| Ivan Milošević         | naduvan momak                   |
| Miloš Ćirić            | Rosko                           |
| Teodora Tomašev        | apotekarka                      |
| Zoran Bjelac           | konobar u restoranu             |
| Milica Jevtić          | novinarka na premijeri          |
| Bojan Bajčetić         | taksista                        |
| Janko Radišić          | otac u luna parku               |
| Ognjen Gocić           | dečak u luna parku              |
| Čarni Đerić            | doktor                          |
| Vladimir Cvejić        | majstor za lift                 |
| Staša Laković          | dete koje se rasplače           |
| Atanasije Štogren      | dobri dečak                     |
| Ognjen Đorđević        | zli dečak                       |
| Vlada Nićiforević      | glumac                          |
| Mirjana Trebinjac      | glumica                         |
| Uroš Mladenović        | glumac                          |
| Jelena Pindović        | kostimograf                     |
| Nikola Krneta          | Bane garderober                 |
| Gordana Đokić          | šminkerka                       |
| Milica Jeličić         | devojka                         |
| Kosta Nešović          | dečak u publici                 |
| Vukašin Jovanović      | Milenin sin                     |
| Vladan Matović         | Zvonimir                        |

## Vanjske poveznice
- Službena stranica na filmkobajn.com (engl.)
- Mama i tata se igraju rata u internetskoj bazi filmova IMDb-a (engl.)